# Svenska flottans underrättelsetjänst
Svenska flottans underrättelsetjänst (eg. "Kungliga flottans underrättelsetjänst") existerade från 1887 till 1936.

## Uppbyggnad
Svenska flottan har även i äldre tid begagnat sig av mer eller mindre organiserad underrättelsetjänst men några år efter bildandet av Kungliga Flottans stab 1884 fick underrättelsetjänsten kring 1887 en mer modern fast form. De första styrdokumenten skapas, särskild personal avdelas och systematisk inhämtning inleds. Underrättelsetjänsten byggs kontinuerligt ut, effektiviseras och frigörs från politisk inblandning. 1908 tas ytterligare ett steg genom bildandet av en särskild Utrikesavdelning. 1907 ombildas Flottans stab till Marinstaben när Kustartilleriet inlemmas i organisationen men arbetet påverkas inte nämnvärt. Flottans fristående underrättelsetjänst kan anses avslutad i och med bildandet av Försvarsstaben 1936. Flottan arbetade inte med kontraspionage utan överlät detta till polismyndigheterna. Sverige, en smånation i stormakternas skugga, hade att iaktta de ledande sjömakternas dyrbara experiment under en tid av snabb teknisk utveckling samt bedöma potentiella fienders styrka.

## Underrättelsekällor
Det kvantitativt viktigaste materialet var tryckta källor från främmande stater. Diplomatisk personal, officerare utomlands och i sällsynta fall privatpersoner vidarebefordrade böcker, tidningar och tidskrifter till staben. Marinattachéerna vilka tillhörde den diplomatiska kåren, legationspersonal, hade till uppgift att kontinuerligt rapportera sina iakttagelser. Marinattachéväsendet byggdes ut under perioden. Officerare i utrikes tjänst och studier samt observatörer ombads att rapportera. Under Unionskrisen använder flottan hemliga agenter, Oscar II är införstådd. Konteramiral Wilhelm Dyrssen och sjöminister Arvid Lindman förespråkar efter detta en utbyggnad av de hemliga operationerna som hörsammas. Flera agenter används under de kommande åren. Förgrundsfigurer inom underrättelsetjänsten blir Otto Lybeck, John Schneidler och Rudolf Liepe. Kopplingar finns till KSHS och den grupp som verkar för en ny offensiv doktrin. Utbyte med Generalstab och Underrättelsebyråns agenter blev med tiden vanligare.

## Inriktning
Man intresserade sig i första hand för nya innovationer under utvecklingsskeendet såsom minor, torpeder, ubåtar, radio och flyg. Flera sjömätningar genomförs i den åländska och finländska skärgården och man intresserar sig för ryska flottbaser. I något fall förbereddes sabotage. Krigshändelser bevakades noggrant, särskilt Rysk-japanska kriget och Första världskriget. Man inriktade sig också mot potentiella hot. Under hela perioden Tsarryssland sedermera Sovjetunionen samt under tiden mellan 1905 och 1914 Norge. Bedömningen av hotbild var i någon mån riktig. Visst samarbete förekom åren efter Unionskrisen mellan Ryssland och Norge. Vid krigsutbrottet 1914 var den ryska baltiska flottan på väg mot Gotland efter en felaktigt bedömning av befälhavaren Nikolaj von Essen att Sverige skulle sluta upp på Tysklands sida. Eskadern återkallades i sista stund. Visst samarbete fann den svenska underrättelsetjänsten under tiden innan sekelskiftet med Frankrike, Storbritannien och USA samt strax innan Första världskriget kejsardömet Tyskland. Claës Lindsström förlänade ingående kunskaper om den tyska marinen och Högsjöflottan.